# جشنواره بین‌المللی فیلم ترانسیلوانیا
جشنواره بین‌المللی فیلم ترانسیلوانیا (به انگلیسی: Transilvania International Film Festival) (TIFF) یک جشنواره سالانه فیلم است که به مدت دو هفته در کلوژ-نپوکا برگزار می‌شود. این فستیوال در سال ۲۰۰۱ تأسیس شد. تمرکز این جشنواره بر حمایت از فیلمسازان تازه‌کاری است که به دنبال نمایش آثار خود به طیف وسیعی از مخاطبان هستند. این جشنواره برای هر فصل از سال، انواع گوناگونی از فیلم‌های کوتاه را از بیش از ۹۰ کشور می‌پذیرد، و در اواخر هر فصل، آثار منتخب آن دوره اعلام می‌شود.